# Phyllophaga penaella
Phyllophaga penaella är en skalbaggsart som beskrevs av Frey 1975. Phyllophaga penaella ingår i släktet Phyllophaga och familjen Melolonthidae. Inga underarter finns listade i Catalogue of Life.